# Adrian Carmack
Adrian Carmack (5 mei 1969) is een van de vier oprichters van id Software. De anderen zijn Tom Hall, John Romero en John Carmack (geen familie). Hij was werkzaam bij id Software als artiest.

## Carrière
Carmack was voor een groot deel eigenaar van id Software tot hij het bedrijf verliet in 2005. Volgens een persbericht werd bekend dat hij zich op kunst wilde gaan richten.

### Aanklacht
In september van dat jaar berichtte The Wall Street Journal dat hij zijn voormalige zakenpartners aanklaagt. Carmack zegt dat ze hem hebben ontslagen in een poging hem te dwingen zijn aandeel van 41% in het bedrijf te verkopen voor $11 miljoen. Hij wilde dat de rechter het contract met de voorwaarden voor die verkoop ongeldig verklaart. Het bedrag van $11 miljoen is vermoedelijk slechts een fractie van het werkelijke bedrag, dat rond de $43 miljoen wordt geschat op basis van een bod van $105 miljoen op het bedrijf door Activision in 2004.

## Trivia
Carmack wordt genoemd als de bedenker van de term gibs.

## Spellen
Een selectie van spellen waar Carmack aan heeft gewerkt
- Commander Keen (1990)
- Wolfenstein 3D (1992)
- Doom (1993)
- Doom II: Hell on Earth (1994)
- Final Doom (1996)
- Quake (1996)
- Doom 64 (1997)
- Quake II (1997)
- Quake III Arena (1999)